# Butea monosperma

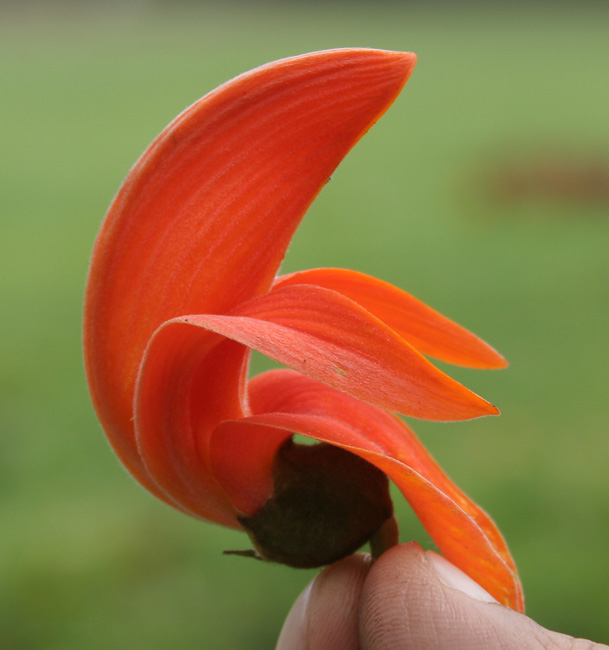
Pojedynczy kwiat

Butea monosperma – gatunek drzewa z rodziny bobowatych. Zasięg gatunku obejmuje subkontynent indyjski, Półwysep Indochiński, Himalaje i południowe Chiny. Rośnie też introdukowany na wyspach Indonezji, na Nowej Gwinei oraz w Queensland. 

## Morfologia
PokrójDrzewo, osiągające do 15 m wysokości
LiścieDługości 15 cm, pierzaste.
KwiatyJaskrawoczerwone, w dużych gronach.
OwoceStrąki długości 15–20 cm.

## Zastosowanie
- Drzewo uprawiane jest jako ozdobne, głównie z powodu efektownych, jaskrawo czerwonopomarańczowych kwiatów[5].
- Drewno jest wodoodporne, stosowane jako konstrukcyjne w budowlach zanurzonych w wodzie. Wykorzystywane jest też do wyrobu węgla drzewnego[5].
- Liście stosowane są jako odpowiednik talerzy[5].
- Żywica, nazywana kino bengalskim lub kino butea, pozyskiwana z naciętych pni, ma działanie ściągające[6].

### Znaczenie w hinduizmie
- Literatura wedyjska uznaje to drzewo za jadźńawryksza, czyli za jeden z jedenastu gatunków drzew indyjskich, odpowiednich do wyrobu przyrządów stosowanych w trakcie ceremonii ogniowych jadźńa[7].
- Z kwiatów wyrabia się czerwony barwnik wykorzystywany podczas święta holi[5].
- Kwiaty wykorzystywane w rytuałach hinduistycznych, szczególnie podczas święta mahaśiwaratri, zaś drewno podczas ceremonii agnihotry[potrzebny przypis].
- Liście znajdują zastosowania w różnorodnego rodzaju rytuałach hinduistycznych w kulcie domowym[8].